# Phiomyoides
Phiomyoides — викопний вид гризунів, відомий за скам'янілостями міоцену, знайденими в Африці.